# Rigidez dieléctrica

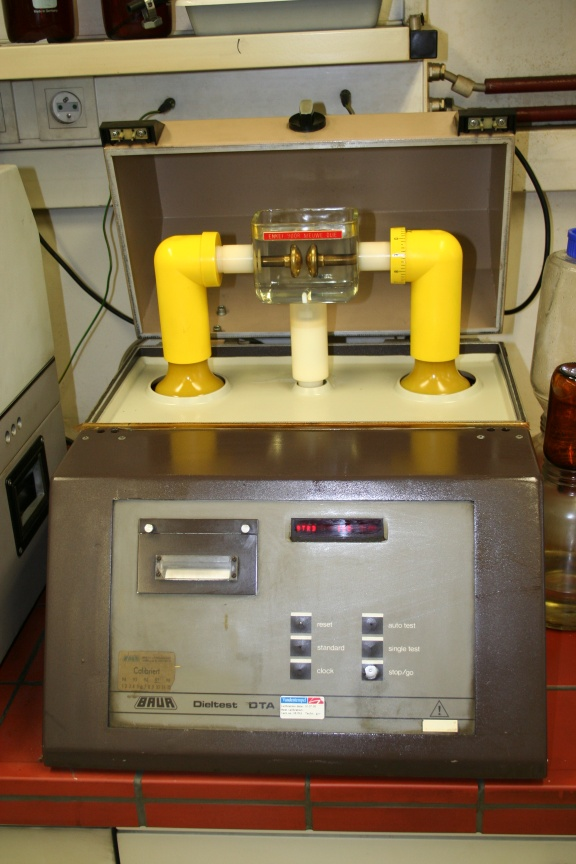
Medidor de la Rigidez Dieléctrica

Se entiende por rigidez dieléctrica o rigidez electrostática el valor límite de la intensidad del campo eléctrico en el cual un material pierde su propiedad aislante y pasa a ser conductor. Se mide en voltios por metro V/m (en el SI).
También podemos definirla como la máxima tensión que puede soportar un aislante sin perforarse. A esta tensión se la denomina tensión de rotura de un dieléctrico.[cita requerida]
| Sustancia                          | Rotura dieléctrica (MV/m = kV/mm)                                        |
| ---------------------------------- | ------------------------------------------------------------------------ |
| Helio                              | 0.15                                                                     |
| Aire                               | 0.4 - 3.0 (depende de la presión)                                        |
| Alumina                            | 13.4                                                                     |
| Vidrio de ventana                  | 9.8 - 13.8                                                               |
| Aceite de silicona, Aceite mineral | 10 - 15                                                                  |
| Benceno                            | 16                                                                       |
| Poliestireno                       | 19.7                                                                     |
| Polietileno                        | 18.9 - 21.7                                                              |
| Goma de Neopreno                   | 15.7 - 27.6                                                              |
| Agua pura                          | 30                                                                       |
| Vacío                              | 20 - 40 (depende de la forma del electrodo)(disconformidades en el dato) |
| Vaso de cuarzo                     | 25 - 40                                                                  |
| Papel de cera                      | 40 - 60                                                                  |
| Teflón                             | 60                                                                       |
| Mica                               | 20 - 70                                                                  |
| Película delgada de SiO2           | > 1000                                                                   |
| Parafina                           | 13.9                                                                     |
| Papel parafinado                   | 32 - 40 (depende del grosor de cada material)                            |

## Unidades
En el SI, la unidad de rigidez dieléctrica es voltios por metro (V/m). También es común ver unidades relacionadas, como kilovoltio por milímetro (kV/mm), voltio por centímetro (V/cm), megavoltio por metro (MV/m) y demás.
En las unidades tradicionales de Estados Unidos, la rigidez dieléctrica a menudo se especifica en volts por milésima (Una milésima es 1/1000 pulgadas). La conversión es:
{\displaystyle 1{\text{ V/m}}=2.54\times 10^{-5}{\text{ V/mil}}}
{\displaystyle 1{\text{ V/mil}}=3.94\times 10^{4}{\text{ V/m}}}